# Альта (парк-пам'ятка садово-паркового мистецтва)
«Альта» — парк-пам'ятка садово-паркового мистецтва місцевого значення. Парк розташований на території Бориспільського району Київської області, Подільська сільська рада. Об'єкт створено на основі рішення 16 сесії 21 скликання Київської обласної ради та на основі рішення Київського обласного виконавчого комітету від 26 листопада 1991 року за № 191.

## Загальні дані
Землекористувачем виступає Подільська середня школа.
Площа заказника — 3 га, створений у 1991 році. Об'єкт закладений в XIX столітті. Тут у парку зростають віковічні дуби (Quercus), ясени (Fraxinus) та липи (Tilia). Панський парк займає порівняно невелику площу в центрі села. До нього прилягає ставок і болото, що є частиною болотного комплексу, розміщеного навколо села. Поряд розташоване урочище Альта, велику частину якого займає природне болото і яке входить до складу охоронної зони парку-пам'ятки. Урочище відіграє важливу роль для збереження декількох видів водно-болотних видів птахів, яких приваблює озеро посеред нього незважаючи на його розміщення у зоні постійної присутності людей.

## Історія

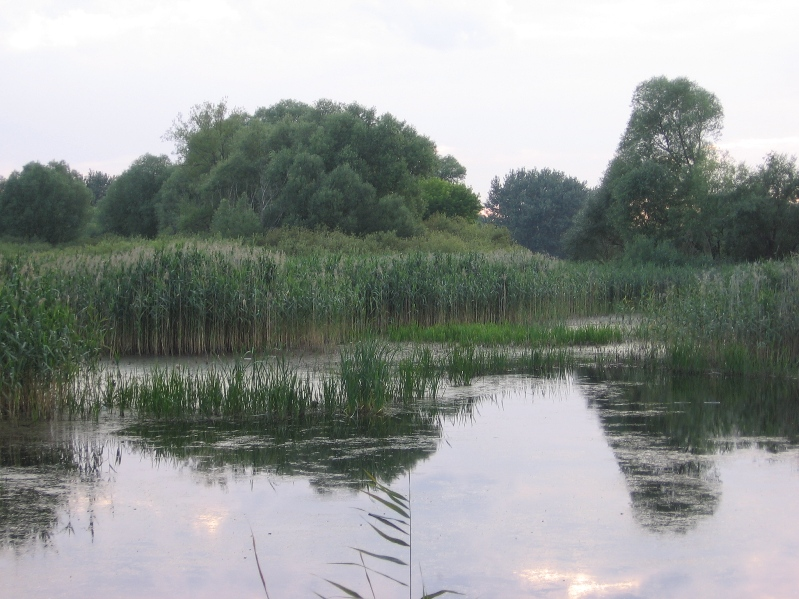
Берег річки Альта

У селі Поділля, званому у ХІХ ст. Війтовці, біля дворянської садиби пана Тумачинського на луці біля річки Альта було розбито парк, що дійшов до нашого часу у значно зміненому вигляді. Він несе історично-культурну і природну цінність. Урочище Альта є незначною частиною найбільшого в Київській області болотного комплексу, що займає у значній мірі осушену меліорацією територію від Борисполя до Переяслава. На замовлення Державного управління охорони навколишнього природного середовища у Київській області Інституту зоології імені І. І. Шмальгаузена НАН України 2011 розробляв схему розташування екологічної мережі Київської області, де зазначалось виняткове значення цих теренів для охорони біорізноманіття з перспективою відновлення. У разі реалізації цієї пропозиції парк-пам'ятка «Альта» може стати частиною значно більшої заповідної території.

## Опис
З панського парку залишились алеї з старих дерев липи, ясену, дубу, що вели до панської садиби, на місці якої розташовано школа. Старий місток у парку не зберігся і був замінений новим. Більшу природну вартість несе річище Альти з збереженим гідрорежимом, старими вербами (Salix alba L.), водно-болотяною і прибережно-водною рослинністю з плакуном верболистим (Lythrum salicaria L.), осот болотяний (Cirsium elodes M.Bieb.), вовконіг європейський (Lycopus europaeus), осокою прибережною (Carex riparia Curtis.), м'ята водяна (Mentha aquatica L.), алте́єм лі́карським (Althaea officinalis L.), очеретом звичайним (Phragmites cumunis), рогозом вузьколистим (Typha angustifolia L.). Добре розвинена водяна рослинність на плесі озера, де у прибережних заростях можна побачити лиска (Fulica atra) та курочку водяну (Gallinula chloropus), що підлягають охороні відповідно до Додатком ІІ до Бернської конвенції про охорону дикої флори та фауни і природних середовищ існування в Європі. У паркових деревах поширені співочі птахи.